# アルコールプルーフ
アルコールプルーフ（英語: alcoholic proof）は、酒の強さの指標。飲料中のエチルアルコールの体積濃度を表す。
アメリカ合衆国のUSプルーフとイギリスなどのUKプルーフとがあり、値は異なる。しかし表記法は似ており、プルーフが x のとき x proof、x pf、x°、x°proof、x degree proof（イギリス）などと表す。なお、英語圏ではアルコール度数を%で表し、度（英語: degree) や°は使わない。

## USプルーフ
アルコール度数を2倍した値。温度は60華氏度（15.5摂氏度）で測定する。
連邦規則集（英語: Code of Federal Regulations、CFR）により、酒のラベルには度数を書くことが決められている。しかし、プルーフの併記も許されており、多くは併記となっている。

## UKプルーフ
UKプルーフは、蒸留水の12⁄13の密度の蒸留酒の体積密度を100とするよう定められている。温度は51華氏度（10.6摂氏度）で測定する。この密度の蒸留酒をプルーフスピリットと呼ぶ。
プルーフスピリットの度数は57.1%なので、度数を1.751倍すればUKプルーフになる（1.751 ≒ 1⁄0.571）。倍数の値として1.75がよく用いられる。
UKプルーフはそのまま使うほか、100からの上下としても使う。プルーフが100より小さいことをアンダープルーフ（英語: under proof、u.p.）、大きいことをオーバープルーフ（英語: over proof、o.p.）、100ちょうどのときはプルーフといい、プルーフが 100 − x のとき x°u.p.、100 + x のとき x°o.p. のように表す。
UKプルーフは、イギリスのほか、カナダなどでも使われている。
イギリスでは、欧州連合標準の国際法定計量機関に従い、1980年からは度数に切り替わった。